# San Claudio (sitio arqueológico)
San Claudio es un yacimiento arqueológico correspondiente a la cultura maya que se localiza en el municipio de Tenosique, en el estado mexicano de Tabasco. Ubicado en la zona de transición de la sierra del Petén guatemalteco y la llanura costera del golfo de México, enclavado en el extremo suroriental de Tabasco, en la subcuenca del río San Pedro Mártir.
La ciudad maya perteneció al conjunto de ciudades de la cuenca del Usumacinta al igual que Pomoná, Moral-Reforma, Palenque, Bonampak y Yaxchilan. Está ubicada al oriente de Tabasco, y fue una población de mediana importancia, junto con sus vecinas Pomoná, Moral-Reforma y Santa Elena.
Su nombre se debe a la laguna de San Claudio, un cuerpo de agua de 350 metros de diámetro, ubicada en una profunda hondonada; junto a esta, sus antiguos pobladores aprovecharon la variedad de ambientes de la región, rica en recursos, como colinas, montañas, río y laguna para procurar el sustento de los habitantes de la población.
Esta zona arqueológica, que cuenta con una extensión de 70 hectáreas, fue descubierta en 1986, pero fue hasta 1997 durante los trabajos de construcción de la carretera internacional Tenosique-El Ceibo-Tikal, cuando se iniciaron los trabajos de exploración y delimitación del terreno.
En San Claudio se han localizado 35 entierros humanos, todos con la misma orientación de 11° noreste, que es el ordenamiento general que presenta la antigua ciudad.

## Historia

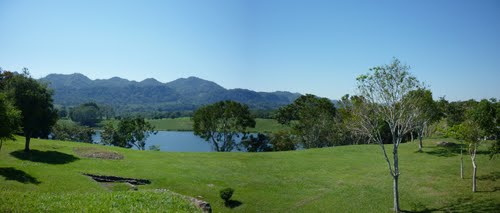
La laguna de San Claudio que le da nombre al sitio arqueológico.

Las primeras exploraciones en San Claudio llevadas a cabo en 1997, dejaron parcialmente expuestas una estructura piramidal de aproximadamente 12 metros de altura y una plataforma habitacional, ambas en el sector más próximo a la laguna. 
Hasta ahora se han detectado dos periodos de ocupación. El más antiguo data de los primeros dos siglos alrededor del inicio de la era cristiana y está representado principalmente por fragmentos de cerámica del tipo denominado como "Sierra Rojo", y otra cerámica de acabado ceroso.
El segundo periodo de ocupación corresponde al Clásico Tardío, de 600 a 900 años después de Cristo; a este corresponde el mayor volumen constructivo y de ocupación del sitio.
La ciudad maya de San Claudio al igual que otras poblaciones de la región del río San Pedro Mártir, logró desarrollar una economía complementaria basada en la explotación y comercialización de la obsidiana y el pedernal, logrando una importante red de comercialización con otras ciudades mayas de la región.
San Claudio, logró desarrollar la producción de objetos como puntas de proyectil, cuchillos, hachas y navajas entre otros instrumentos cortantes, una industria que desplazó en esta región el uso de la obsidiana y al mismo tiempo los hizo independientes de las redes de comercio de este material, que en la época prehispánica estaba controlado por las ciudades más importantes.
En San Claudio se localizaron cientos de objetos de pedernal, tanto en la forma de productos terminados y usados, como de objetos desechados en algunas de las etapas de producción del mismo, sin embargo, el hallazgo más voluminoso fue un depósito de desechos de talla usado como relleno frente a un basamento piramidal.

## Descripción del sitio
En el sitio se localizaron 94 construcciones de piedra, diseminadas en un espacio de 70 hectáreas, consistentes en basamentos piramidales, plataformas y un juego de pelota distribuidas en cinco grupos arquitectónicos, localizados sobre una sucesión de colinas bajas que separan la amplia llanura inundable de la sierra. Así mismo, se han descubierto 35 entierros funerarios con una orientación de 11° noreste, que es el ordenamiento general que presenta la antigua ciudad. A partir de estos se conocen algunas de las costumbres de sus antiguos habitantes, que en general corresponden a las tradiciones mayas prehispánicas.
En la arquitectura formal del sitio predomina la construcción de edificios residenciales organizados alrededor de patios rectangulares de accesos restringidos, aunque también se encuentran estructuras de carácter ritual, como son algunos templos y una cancha de juego de pelota.
El más reciente descubrimiento es el posible observatorio prehispánico, localizado en el montículo de la Estructura 12. Dicha estructura es un basamento común de 2.5 metros de altura que, a su vez, tiene otros dos un poco más elevados en los extremos norte y sur.

### Grupo 1

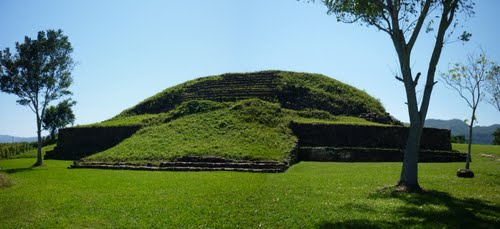
Cara fronteal del edificio principal, en la zona arqueológica de San Claudio.

Este grupo se localiza en la cima de una colina ubicada en el extremo este del sitio, cuenta con dos basamentos piramidales de 8 a 12 metros de altura que delimitan una plaza rectangular y varias plataformas y terrazas que forman patios en diferentes niveles.

### Grupo 2
Este grupo se localiza del lado norte de la laguna de San Claudio. Desde la superficie del agua, el terreno sube abruptamente una altura de 16 metros de fuerte pendiente, a partir de allí el terreno comienza a descender suavemente al norte y al este. Este grupo se construyó sobre la arista y la suave pendiente, y está conformado por seis estructuras, entre las que destaca la Estructura 6, pues cuenta con una plataforma menor y un pequeño adoratorio. Además tiene un montículo de templo y dos plataformas que delimitan una plaza por sus lados norte, sur y este.
Completan el conjunto, la Estructura 4 ubicada sobre la pendiente que desciende hacia la laguna, al sur de la Estructura 3, y las estructuras 5 y 8 que se distribuyen al este de la Estructura 2.

### Grupo 3

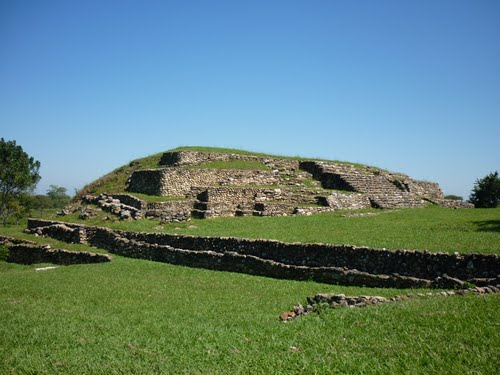
Cara posterior del edificio principal en la zona arqueológica de San Claudio.

Se localiza al oeste del anterior, a una distancia de 180 metros de la Estructura 1. Este conjunto arquitectónico se distribuye sobre la cima de otra colina al norte de la laguna.
El grupo está formado por 23 estructuras, donde sobresale una cancha de juego de pelota. Las otras plataformas, con alturas que varían de uno a tres metros, están organizadas alrededor de patios rectangulares con accesos a estrechos pasillos entre ellas. Estas estructuras tienen formas rectangulares o en "L", y algunas llevan un segundo cuerpo o plataformas sobrepuesta que a su vez pueden delimitar otros pequeños patios ubicados sobre la estructura general.

### Grupo 4
Este grupo se localiza a unos 750 metros al oeste de la laguna San Claudio. Está separado del Grupo III por el cauce de un arroyo estacional. El conjunto arquitectónico se localiza también en la cima de una colina. Está formado por 24 estructuras de las cuales cinco tienen 2.5 metros de alto, los montículos se encuentran más separados que en el grupo anterior, sin embargo también forman plazas, por lo general abiertas. Algunas de estas estructuras muestran un segundo cuerpo o una segunda plataforma construida sobre la cima de la primera.

### Grupo 5
Se localiza en la cima de un cerro cuya elevación llega hasta los 20 metros de altura por encima del terreno circundante. Este grupo está separado completamente de los demás conjuntos ya se ubica a dos kilómetros de distancia, al oeste de la laguna de San Claudio.
El conjunto está distribuido sobre la cima "acondicionada" del cerro, sobre el que se construyó al menos una terraza con muros de contención de piedra, y once plataformas dispuestas de manera geométrica orientadas en dirección este-oeste formando explanadas.

### Observatorio astronómico
Investigadores del Instituto Nacional de Antropología e Historia (INAH-Conaculta) estudian un montículo prehispánico, conocido como la Estructura 12, y que pudo cumplir la función de un observatorio astronómico para registrar el paso del Sol en los solsticios durante la ocupación de esta antigua ciudad maya, desde los primeros siglos de nuestra era hasta el año 900.
La Estructura 12 es un basamento común de 2.5 metros de altura que, a su vez, tiene otros dos un poco más elevados en los extremos norte y sur.  Se trata de una construcción de piedra con muro en talud y esquinas redondeadas, que aunque recuerda un poco al estilo Petén, las dimensiones del edificio de San Claudio son menores. Se cree que es muy probable que la gente subiera a las estructuras por la explanada o patio central.
Otra característica es que a diferencia de todas las demás estructuras del sitio que tienen una desviación de 11° al noreste, la número 12 tiene 25°, la discordancia en esta orientación hace suponer que tuvo un uso como observatorio astronómico, ya que la desviación de 25° de la Estructura 12 parece coincidir con la orientación de los solsticios. ya que durante el de verano el sol alcanza el cenit al mediodía sobre el Trópico de Cáncer, y en invierno en el Trópico de Capricornio. Parece ser un espacio habitacional pero de élite, que tenía un acceso con tres entradas y dos columnas.

## Entierros funerarios
En San Claudio se han localizado 35 entierros humanos, todos con la misma orientación de 11° noreste, que es el ordenamiento general que presenta la antigua ciudad.
Los entierros más elaborados consisten en tumbas hechas de lajas de piedra caliza colocadas de canto, que son el soporte de otras que funcionan como tapas.  Las tumbas estaban acompañadas de ofrendas sencillas, la más "ostentosa" estaba integrada por tres vasijas, en tanto que las más pobres, es decir, casi la mayoría, los esqueletos tenían solo un plato o un "cajete" que cubría el rostro del difunto.
Una constante de la costumbre funeraria de San Claudio, es que los entierros se depositaban debajo del piso de las viviendas, lo que coincide con las referencias de algunas crónicas de los primeros españoles que exploraron esta zona entre 1535 y 1537. Por lo tanto, una plataforma de la base de una vivienda ocupada por más de 200 años, puede tener muchas inhumaciones como fue el caso de la Estructura 4, en donde fueron localizados cerca de 20 entierros humanos.

## Como llegar
De la ciudad de Villahermosa se toma la carretera federal 186 hasta el km 140 en el entronque con la carretera federal 203 tomando hacia la derecha hasta la ciudad de Tenosique de Pino Suárez. 
Después es necesario tomar la carretera internacional Tenosique-El Ceibo, hasta el km 38 en donde se localiza la zona arqueológica de San Claudio. Tiempo estimado del recorrido: 3 horas 15 minutos.
La zona arqueológica abre todos los días de 9 de la mañana a 17 horas.